# Résistance au glyphosate

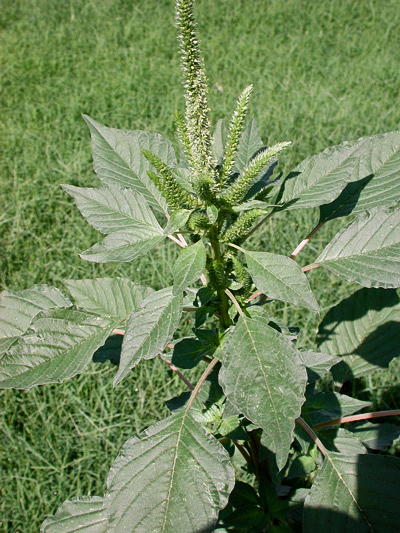
L'Amaranthus palmeri est une des 38 espèces de plantes résistantes au glyphosate

La résistance au glyphosate, ou tolérance au glyphosate,  est un phénomène de résistance, c'est-à-dire la «  capacité héritée et transmissible de plantes d’une population à survivre à un traitement qui permet normalement de les maîtriser », constaté chez certaines espèces de plantes ou d'autres organismes (champignons, bactéries), à des herbicides ayant pour substance active le glyphosate, ou N-(phosphonométhyl)glycine (C3H8NO5P), dont le plus connu est vendu sous la marque Roundup.
L'effet du glyphosate est fondé sur le blocage de l'enzyme 5-énolpyruvylshikimate-3-phosphate synthase (EPSP Synthase ou EPSPS) chez la plante, ce qui entraîne une perturbation métabolique et conduit ainsi à la mort de toutes les plantes non résistantes.
La résistance au glyphosate est naturellement présente chez de nombreuses bactéries, notamment d'une souche CP4 d'Agrobacterium sp., parce que les EPSPS bactériennes sont différentes de celles des plantes et sont insensibles au glyphosate. 
Le glyphosate a été produit et commercialisé  par la société Monsanto à partir de 1973, en exclusivité jusqu'en 2000, année d'expiration du brevet ; depuis lors plusieurs sociétés commercialisent des herbicides à base de glyphosate.
Chez les plantes, la résistance au glyphosate a été introduite par modification génétique, à partir de 1994, chez certaines variétés de plantes cultivées, dans le but de créer les conditions propices à une nouvelle stratégie de désherbage  permettant l'emploi d'herbicide totaux sur les cultures en phase de végétation.
Des cas de résistance sont par la suite apparus chez des espèces de plantes sauvages à partir de 1996, induits par la pression de sélection causée par l'utilisation massive d'herbicides à base de glyphosate. Le caractère de résistance au glyphosate a pu aussi, parfois, se transmettre par hybridation avec des espèces apparentées aux espèces modifiées[réf. nécessaire] (cas de pollution génétique). On a également reconnu l'existence de résistance naturelle au glyphosate chez quelques espèces de plantes.

## Mécanismes biologiques de résistance au glyphosate
Il existe plusieurs gènes de résistance au glyphosate qui ont tous été utilisés pour créer des variétés résistantes transgéniques. Ce sont les gènes epsps, aroA, gat et gox, selon la source qui a permis de les isoler.
On connaît de nombreuses variantes du gène epsps, dont une, le gène cp4 epsps dérivé d'Agrobacterium tumefaciens, est hautement résistante à l'inhibition par le glyphosate. Ce gène exprime une enzyme, la CP4 EPSPS, qui est fonctionnellement équivalente à l'EPSPS endogène des plantes, à l'exception de son affinité réduite pour la molécule de glyphosate.
Cette stratégie présente cependant un inconvénient qui est l'accumulation de glyphosate dans les tissus végétaux, ce qui peut interférer avec le développement des organes reproducteurs et diminuer le rendement des cultures.
Le gène gox, isolé à partir d'une souche bactérienne d'Ochrobactrum anthropi, correspond à une autre approche pour inactiver le glyphosate. Il code une enzyme GOX (Glyphosate oxydoréductase) qui décompose activement la molécule de glyphosate en deux composés non toxiques, l'acide aminométhylphosphonique (AMPA), qui est le métabolite principal, et le glyoxalate. L'AMPA est toutefois modérément toxique et son accumulation dans certaines conditions dans des plants de soja résistants au glyphosate est corrélée avec une phytotoxicité causée par le glyphosate.
Chez les mauvaises herbes résistantes, la résistance au glyphosate peut être due à différents mécanismes qui se répartissent en deux groupes, ceux liés au site cible, et ceux qui ne lui sont pas liés.
La résistance liée au site cible est due à une altération de l'interaction entre l'herbicide et l'enzyme cible, la 5-énolpyruvylshikimate-3-phosphate synthase (EPSPS). Cela peut résulter soit de mutations dans les séquences de gènes qui diminuent la sensibilité de l'enzyme exprimée, soit d'une augmentation des niveaux d'enzymes en raison d'une surexpression transitoire de l'ARNm ou d'une augmentation du nombre de copies du gène. Ce dernier motif a été identifié aux États-Unis chez l'amarante de Palmer (Amaranthus palmeri) et chez le ray-grass d'Italie (Lolium perenne spp. multiflorum).
La résistance non liée au site cible  peut résulter d'une altération de l'absorption, de la translocation ou du métabolisme.
L'altération de la translocation dans la plante, identifiée chez  plusieurs espèces de mauvaises herbes, est le mécanisme le plus commun de la résistance au glyphosate.
Des recherches récentes ont montré que le mécanisme d'altération du mouvement chez des biotypes résistants de la vergerette du Canada (Coynza canadensis) et  d'espèces du genre Lolium est associée à une séquestration vacuolaire du glyphosate, entraînant une réduction de la concentration cytoplasmique.
La séquestration vacuolaire est également associée à une restriction du mouvement du glyphosate dans le phloème et à une réduction de la translocation dans toute la plante. Cela pourrait s'expliquer par la présence dans les biotypes résistants d'un transporteur tonoplastique, inactif ou absent dans les biotypes sensibles, qui déplace le glyphosate hors du cytoplasme.

## Plantes modifiées pour résister au glyphosate
Les variétés de plantes cultivées génétiquement modifiées pour résister à un herbicide représentaient en 2008 85 % des surfaces cultivées en plantes génétiquement modifiées. Il s'agissait en quasi-totalité de plantes résistantes au glyphosate, commercialisées principalement sous la marque Roundup Ready de Monsanto.
La modification consiste en l'insertion dans leur génome d'un transgène, qui est le plus souvent un gène bactérien issu de la bactérie tellurique Agrobacterium tumefaciens.
Les variétés de plantes cultivées ainsi modifiées permettent l'emploi d'herbicides totaux pendant la période de végétation ; elles ont été conçues pour être cultivées avec un seul type d'herbicides, ceux à base de glyphosate.
Les variétés de plantes cultivées résistantes au glyphosate ont été élaborées d'abord par Monsanto, la première fut le soja, lignée GTS 40-3-2 (MON-Ø4Ø32-6) approuvée aux États-Unis en 1994, puis par diverses sociétés comme Dow AgroSciences, Bayer CropScience, Pioneer Hi-Bred International (DuPont), Syngenta.
Le brevet protégeant le soja Roundup Ready de Monsanto est arrivé à expiration en 2014.

### Variétés génétiquement modifiées pour résister au glyphosate
Au niveau international, des variétés transgéniques de plantes cultivées, résistantes au glyphosate, appartenant aux dix  espèces suivantes ont été autorisées :
| Nom vernaculaire   | Nom scientifique     | transgène            | créateur                                                                    |
| ------------------ | -------------------- | -------------------- | --------------------------------------------------------------------------- |
| agrostide blanche  | Agrostis stolonifera | cp4 epsps (aroA:CP4) | Monsanto, Scotts Seeds                                                      |
| betterave sucrière | Beta vulgaris        | cp4 epsps (aroA:CP4) | Monsanto, Novartis Seeds                                                    |
| blé tendre         | Triticum aestivum    | cp4 epsps (aroA:CP4) | Monsanto                                                                    |
| colza              | Brassica napus       | cp4 epsps (aroA:CP4) | Monsanto, Bayer CropScience                                                 |
| colza              | Brassica napus       | gat4621              | DuPont (Pioneer Hi-Bred International Inc.)                                 |
| cotonnier          | Gossypium hirsutum   | cp4 epsps (aroA:CP4) | Monsanto, Dow AgroSciences LLC, Syngenta                                    |
| cotonnier          | Gossypium hirsutum   | 2mepsps              | Bayer CropScience                                                           |
| luzerne            | Medicago sativa      | cp4 epsps (aroA:CP4) | Monsanto                                                                    |
| maïs               | Zea mays             | cp4 epsps (aroA:CP4) | Monsanto, Dow AgroSciences LLC, DuPont (Pioneer Hi-Bred International Inc.) |
| navette            | Brassica rapa        | cp4 epsps (aroA:CP4) | Université de Floride                                                       |
| Pomme de terre     | Solanum tuberosum    | cp4 epsps (aroA:CP4) | Monsanto                                                                    |
| soja               | Glycine max          | cp4 epsps (aroA:CP4) | Monsanto                                                                    |
| soja               | Glycine max          | 2mepsps              | Dow AgroSciences LLC, Bayer CropScience et MS Technologies LLC              |
| soja               | Glycine max          | gat4601              | DuPont (Pioneer Hi-Bred International Inc.)                                 |

## Mauvaises herbes résistantes au glyphosate

### Résistance induite par l'utilisation du glyphosate

Espèces de mauvaises herbes devenues résistantes au glyphosate : évolution de 1995 à 2014.

L'utilisation massive et exclusive de glyphosate, en particulier dans les régions de cultures OGM, résistantes au glyphosate, a conduit au développement de populations de plantes et de mauvaises herbes résistantes au glyphosate.
Sous l'effet de mutations et de la pression de sélection exercée par l'application de l'herbicide, ces plantes ont développé une résistance qui contourne le blocage des voies métaboliques par le glyphosate, ce qui permet leur survie malgré l'emploi de cette substance active.
La forte utilisation de cultures résistantes aux herbicides aux États-Unis, en Argentine et au Brésil, a favorisé ce développement. En Europe également, les cas de résistance au glyphosate ont commencé à se répandre parmi les plantes non - OGM.
Compte tenu de l'utilisation continue et importante de produits à base de glyphosate, ce processus de résistance va s'intensifier à l'avenir.
Dans ce contexte, des mesures sont recommandées pour réduire la pression de sélection sur les mauvaises herbes et il est recommandé une meilleure maîtrise dans l'utilisation du glyphosate.
Parmi les options possibles, figurent les innovations génétiques avec de nouveaux mélanges d'herbicides et des solutions de rechange au glyphosate.
Pour réduire la dépendance au glyphosate, des pratiques culturales et agronomiques telles que la planification des dates de plantation, la rotation culturale, sont également conseillées, ainsi que la création de "zones refuges"(champs non-OGM) à proximité immédiate des cultures d'OGM. 
Cela est nécessaire pour que l'on puisse continuer à employer le glyphosate à l'avenir,.

### Espèces de mauvaises herbes résistantes au glyphosate
Des cas de résistance induite au glyphosate ont été constatés chez 48 espèces de plantes adventices ou mauvaises herbes depuis 1996 dans de nombreux pays, :
| Nom scientifique         | Nom vernaculaire               | Premier signalement | Pays concernés                                                                                          |
| ------------------------ | ------------------------------ | ------------------- | --- |
| Amaranthus hybridus      | amarante paniculée             | 2013                | Argentine                                                                                               |
| Amaranthus palmeri       | amaranthe de Palmer            | 2005                | Brésil, États-Unis                                                                                      |
| Amaranthus spinosus      | amarante épineuse              | 2012                | États-Unis                                                                                              |
| Amaranthus tuberculatus  |                                | 2005                | Canada, États-Unis                                                                                      |
| Ambrosia artemisiifolia  | ambroisie à feuilles d'armoise | 2004                | Canada, États-Unis                                                                                      |
| Ambrosia trifida         | ambroisie trifide              | 2004                | Canada, États-Unis                                                                                      |
| Bidens pilosa            | bident pileux                  | 2014                | Mexique                                                                                                 |
| Brachiaria eruciformis   |                                | 2014                | Australie                                                                                               |
| Bromus diandrus          | brome à deux étamines          | 2011                | Australie                                                                                               |
| Bromus rubens            | brome rougeâtre                | 2014                | Australie                                                                                               |
| Chloris elata            |                                | 2014                | Brésil                                                                                                  |
| Chloris truncata         |                                | 2010                | Australie                                                                                               |
| Chloris virgata          |                                | 2015                | Australie                                                                                               |
| Conyza bonariensis       | érigéron de Buenos Aires       | 2003                | Afrique du Sud, Australie, Brésil, Colombie, Espagne, États-Unis, Grèce, Israël, Portugal               |
| Conyza canadensis        | vergerette du Canada           | 2000                | Brésil, Canada, Chine, Espagne, États-Unis, Grèce, Italie, Japon, Pologne, Portugal, République tchèque |
| Conyza sumatrensis       | vergerette de Sumatra          | 2009                | Brésil, Espagne, France, Grèce                                                                          |
| Cynodon hirsutus         |                                | 2008                | Argentine                                                                                               |
| Digitaria insularis      |                                | 2005                | Brésil, Paraguay                                                                                        |
| Echinochloa colona       | blé du Dekkan                  | 2007                | Argentine, Australie, États-Unis, Venezuela                                                             |
| Eleusine indica          | éleusine des Indes             | 1997                | Argentine, Bolivie, Chine, Colombie, Costa-Rica, États-Unis, Japon, Malaisie                            |
| Hedyotis verticillata    |                                | 2005                | Malaisie                                                                                                |
| Helianthus annuus        | tournesol                      | 2015                | États-Unis                                                                                              |
| Kochia scoparia          | ansérine à balais              | 2007                | Canada, États-Unis                                                                                      |
| Lactuca serriola         | laitue scariole                | 2015                | Australie                                                                                               |
| Leptochloa virgata       |                                | 2010                | Mexique                                                                                                 |
| Lolium perenne           | ray-grass anglais              | 2008                | Argentine, Nouvelle-Zélande, Portugal                                                                   |
| Lolium multiflorum       | ray-grass d'Italie             | 2001                | Argentine, Brésil, Chili, Espagne, États-Unis, Italie, Japon, Nouvelle-Zélande, Suisse                  |
| Lolium rigidum           | ivraie raide                   | 1996                | Afrique du Sud, Australie, Espagne, France, Israël, Italie, États-Unis                                  |
| Parthenium hysterophorus | parthénium matricaire          | 2004                | Colombie, États-Unis                                                                                    |
| Paspalum paniculatum     |                                | 2010                | Costa-Rica                                                                                              |
| Plantago lanceolata      | plantain lancéolé              | 2003                | Afrique du Sud                                                                                          |
| Poa annua                | pâturin annuel                 | 2010                | États-Unis                                                                                              |
| Raphanus raphanistrum    | ravenelle                      | 2010                | Australie                                                                                               |
| Salsola tragus           | soude roulante                 | 2015                | États-Unis                                                                                              |
| Sonchus oleraceus        | laiteron maraîcher             | 2014                | Australie                                                                                               |
| Sorghum halepense        | herbe de Guinée                | 2005                | Argentine, États-Unis                                                                                   |
| Tridax procumbens        |                                | 2016                | Australie                                                                                               |
| Urochloa panicoides      |                                | 2008                | Australie                                                                                               |

Un premier cas de résistance au glyphosate du vulpin des champs a été identifié en 2023,.

### Plantes naturellement résistantes au glyphosate
Certaines espèces de plantes sont intrinsèquement plus résistantes au glyphosate que la plupart des autres mauvaises herbes.
On a ainsi trouvé des biotypes résistants de liseron des champs (Convolvulus arvensis), sans antécédents d'utilisation de glyphosate. Un biotype de lotier corniculé (Lotus corniculatus) s'est révélé de même résistant en présence de taux conformes d'utilisation du glyphosate (définition du "taux conforme" ...).
On a signalé des difficultés pour maîtriser à l'aide du glyphosate des espèces telles que Commelina benghalensis (herbe aux cochons),  Commelina communis (commeline vulgaire), Dicliptera chinensis (dicliptère de Chine), Chenopodium album (chénopode blanc) et Abutilon theophrasti (abutilon). La résistance naturelle de ces espèces au glyphosate n'était pas un problème jusqu'à la généralisation des cultures "Roundup Ready". Elles sont alors devenues plus problématiques parce qu'elles ont occupé des niches écologiques laissées vacantes par d'autres espèces de mauvaises herbes éliminées par l'herbicide, rendant l'utilisation du Roundup responsable d'une perte de biodiversité nécessaire au bon équilibre de la culture en champs.